# El Tecuán, Jalisco
El Tecuán är en ort i Mexiko.   Den ligger i kommunen Villa Corona och delstaten Jalisco, i den centrala delen av landet, 500 km väster om huvudstaden Mexico City. El Tecuán ligger 1 462 meter över havet och antalet invånare är 500.
Terrängen runt El Tecuán är kuperad åt sydväst, men åt nordost är den platt. Runt El Tecuán är det ganska tätbefolkat, med 90 invånare per kvadratkilometer. Närmaste större samhälle är Zacoalco de Torres, 19,4 km sydost om El Tecuán. I omgivningarna runt El Tecuán växer huvudsakligen savannskog.